# Mobile Suit Gundam: MSVS - Zeon
Mobile Suit Gundam: MSVS - Zeon est un jeu vidéo de stratégie développé et édité par Bandai en mars 2000 sur WonderSwan. C'est une adaptation en jeu vidéo de la série basée sur l'anime Mobile Suit Gundam. C'est un opus d'une série de trois jeux.

## Série
1. Mobile Suit Gundam: MSVS : 1999, WonderSwan
2. Mobile Suit Gundam: MSVS - Earth Federation : 2000, WonderSwan Color
3. Mobile Suit Gundam: MSVS - Zeon